# Athanasiinae
Athanasiinae es una subtribu perteneciente a la subfamilia Asteroideae de la familia Asteraceae.

## Descripción
Las plantas de esta subtribu son en su mayoría arbustos (o, posiblemente, hierbas  anuales o perennes tipos Adenoglossa y Lasiospermum ). El indumento puede estar ausente, o formado por pelos basifijos y estrellados. Las hojas a lo largo del tallo pueden estar dispuestas de una manera alterna. La lámina es total o pinnasecta (1 - 2 veces). Las inflorescencias están compuestas de cabezas solitarias en corimbos. La estructura de las cabezas es típico de las Asteraceae: un pedículo soporta una carcasa semiesférica o urceolada compuesta de diferentes escalas (o brácteas ) dispuestas en varias series (de 2 a 5 líneas) que sirven como protección para el receptáculo (plano, hemisférico o cónico). Las frutas son aquenios de forma cilíndrica o ob-ovata con varias costillas longitudinales (5 a 18) y con vilanos apicales.

## Distribución y hábitat
Las especies de este grupo se distribuyen principalmente en Sudáfrica.

## Géneros
La subtribu comprende 6 géneros y 86 especies:
- Adenoglossa B. Nord. (1 sp.)
- Athanasia L. (39 spp.)
- Eriocephalus L. (32 spp.)
- Hymenolepis Cass. (7 spp.)
- Lasiospermum Lag. (4 spp.)
- Leucoptera B. Nord. (3 spp.)

Género según GRIN
- Adenoglossa B. Nord.
- Asaemia (Harv.) Benth. ~ Athanasia L.
- Athanasia L.
- Eriocephalus L.
- Hymenolepis Cass.
- Lasiospermum Lag.
- Leucoptera B. Nord.
- Phaeocephalus S. Moore = Hymenolepis Cass.
- Stilpnophyton Less. = Athanasia L.
- Stilpnophytum Less. = Athanasia L.